# Choroby a škůdci prvosenky jarní
Prvosenka jarní má mnoho chorob a škůdců.

## Houbové choroby
Na prvosence jarní se často vyskytuje plíseň šedá, neboli botrytida (Botrytis cinerea Pers. ). Při přílišné vlhkosti, hustém zápoji, špatném větrání a špatném větrání a nedostatečném čištění rostlin napadá nejrůznější části rostlin, zejména odkvetlé a vadnoucí okolíky. Při nadměrné zálivce napadá často jen bazální části listových řapíků a květních stvolů, které pak vadnou a odumírají. Je to velmi nebezpečná choroba je to v  podzimních a zimních měsících. Způsobuje citelné škody na semenných rostlinách. Jsou-li napadené rostliny (ve skleníku či pařeništi je celý porost) třeba ihned přečistit od napadených částí, rostliny rozestavit, snížit vlhkost vzduchu, zvýšit teplotu, vydatně větrat a použít vhodný fungicidní přípravek.
Houba Peronospora oerteliana Kn. napadá celou rostlinu. Ramularia primulae Thum. a Cercosporella primulae Allesch. , napadají pouze její listy. Ramularia primulae způsobuje kulaté nebo hranaté, světle hnědé skvrny, z  nichž je každá obklopena jasně žlutým nebo světle oranžovým lemem (středy někdy vypadávají). Ramularia interstitialis (Berk. & Broome) způsobuje nažloutlé skvrny, nesouměrně se rozrůstající směrem od středu, který odumírá, houba nakonec umírá a vytváří malé světle hnědé skvrny. Bílé plstnaté podhoubí se může šířit pod listem a pokrýt většinu listů. Prvosenka jarní může také být napadená snětí Urocystis primulae Rostr. , což je houba, která infikuje semeníky prvosenky jarní. Pomáhá omezení vlhkosti, silné větrání. Napadené rostliny je třeba odstranit. Při roztroušeném napadení stačí včas odstranit napadené listy. Při větším napadení je nutné použít proti houbovým chorobám fungicidní přípravky . 
Hnědnutí kořenů se vyskytuje u  malých semenáčků i  u  starších rostlin. Kořínky hnědnou, scvrkávají se a rozkládají se. Rostliny chřadnou, vadnou a hynou. Na napadených částech se vyskytuje ojíněný bílý povlak, který později hnědne. Původem je houba Thielavia vasicola Zopf, která se vyskytuje v  listovce a silně humózních půdách. Žije i  na odumřelých zbytcích rostlin v  půdě. Zemina by se měla dezinfikovat, zlehčovat pískem popřípadě vápněna. Půda by neměla být přehnojována nebo přelévána.
Vzácně se na prvosence jarní vyskytuje rez primulková (Puccinia primulae Dub. ), která vytváří na rubu čepele žlutavé, prášivé, na líci i na rubu hnědočerné krupky. Obdobně se projevuje i Uromyces primulae. Větší výskyt je hyzdí a oslabuje je. Je nutné napadené části rostlin co nejopatrněji odstranit a spálit, omezit nadměrnou vlhkost a použít fungicidy.

## Háďátka
Z živočišných škůdců poškozují prvosenky jarní především háďátka (Aphelenchus olesistus a Heterodora) žijící na kořenech, jež se zduřují, hnědnou a odumírají. Po zjištění je nejlépe napadené rostliny vyřadit a spálit, aby se zabránilo dalšímu šíření.

## Hmyz
Listy a květy prvosenky jarní jsou poškozovány několika druhy hmyzu a měkkýšů, což způsobuje ztrátu jedné desetiny až jedné poloviny všech květů. Počet parazitů stoupá s hustotou a množstvím prvosenek jarních. Prvosenka jarní je hostitelem mnoha motýlů, respektive jejich housenek. Je také zaznamenáno například několik druhů třásněnek (Thysanoptera) a minujících larev hmyzu (čeleď Geometridae), kterým prvosenka jarní často slouží jako hostitel. Reprodukce dále může být zmenšena následkem poškozování semen. Jeden z nejdůležitějších konzumentů semen prvosenky jarní je larva mola Amblyptilia punctidactyla. Méně často mohou být plody také napadeny larvami Falseuncaria ruficuliana. Tyto vzácné druhy jsou příležitostně nalezeny u prvosenky jarní ve Švédsku. Někdy se na prvosenkách jarních objevuje i molice (Aleyrodidae), která saje na spodní straně listů. Na líci čepele jsou poškozená místa znatelná jako malé, světlé skvrnky. Tito škůdci také někdy přenášejí rovněž virová onemocnění. Molice se vyskytuje se zejména v hustém zápoji a při nedostatku čerstvého vzduchu. Housenky můry osenní (Agrotis segetum) příležitostně škodí žírem na koříncích, kořenovém krčku i na listech, zvláště na rostlinách v pařeništích. Ty do prvého svlékání vykusují v listech drobná okénka překlenutá protilehlou pokožkou a asi po deseti dnech, po druhém svlékání, požírají listy zcela. Po měsíci, kdy mají všechny čtyři páry panožek, zalezou nehluboko do země a ožírají zase podzemní části rostlin. V noci se mohou rychle stěhovat i na velké vzdálenosti. Napadené rostliny rychle vadnou a hynou. Při malém napadení může být efektivní i sbírání housenek na napadených rostlinách. Prvosenka jarní je živnou rostlinou housenek ohroženého motýla pestrobarvce petrklíčového (Hamearis lucina). Stav populace motýla a jsou vážně sníženy, možná v důsledku intenzivnějšího využití pastvin.
Dále známe množství parazitujícího hmyzu. Kořenové mšice (Pemphigus auriculae, Pemphigus psoudoauriculae) sají ojediněle na kořenech prvosenek a způsobují onemocnění rostlin a žloutnutí listů.  Mšice listové se vyskytují na listech i ostatních částech rostlin. Silné napadení mšicemi prvosenku oslabuje, listy žloutnou a nastává riziko přenosu virových a bakteriálních chorob. Mšice může přenášet například nebezpečnou gramnegativní tyčinkovitou bakterii Pseudomonas syringae pathovar. primulae Hall. Při silném napadení mšicemi je nutné použít insekticidy jako je Pirimor, Decis, Karate, Zolone, Sumithion či nejznámější Mospilan. Při menším napadení v uzavřených prostorech je možné použít proti mšicím slunéčko sedmitečné nebo vosičku Aphidius colemani.
Vzácně se na prvosenkách objevuje také pidikřísek skleníkový (Erythroneura bellidiformis Edw.). Je jemný, bledě žlutý. Škodí sáním na rubu listů, které jsou bělavě skvrnité a pak zasychají. Chromatomyia primulae (Robineau-Desvoidy) je mouchovitý hmyz, jehož larvy vyhlodávají v listech dlouhé tunely a charakteristicky je zaplňují za sebou svým trusem.  Dalším parazitujícím hmyzem na prvosence jarní je lakonosec rýhovaný (Otiorrhynchus sulcatus Fabr.). Jeho larvy požírají kořínky. Rostliny náhle vadnou a rychle odumírají. Prvosenky se zachovalým kořenovým systémem lze včasným přesazením do nezamořené zeminy ještě zachránit. Dospělá larva je 8 až 10 mm dlouhá, 4 mm široká, žlutavě bílá, beznohá, měsíčkovitě prohnutá, s hnědou hlavou. Na břišní straně má bradavky, kterými se pohybuje. Nejlepší obranou jsou insekticidy a sklepávání dospělých brouků v noci a jejich mechanické ničení.

## Neinfekční choroby
Zvláště u mladších semenáčků a někdy i u starších rostlin prvosenky se objevuje chloróza (žloutenka čili blednička). V krajních případech jsou nejmladší listy na rostlině téměř bílé. Tato nemoc může mít různé příčiny: onemocnění kořenů a jejich hnití následkem přelití, nedostatek živin, obzvláště železa (v rostlině přístupné formě), po použití mladých nebo nevyzrálých zemin nebo kyselých humusových zemin, listovky či rašeliny, nebo pokud jsou rostliny příliš vystaveny slunečnímu záření. Ochrana je tedy v  různých případech různá, a to nepřelévání, přiměřené hnojení a dodávání železa, dostatečně rozložená a stará zemina nebo lepší zastínění.
Někdy ovšem žloutnou nebo téměř zbělají listy od okrajů a okolíky rostlin zakrňují. Příčinou obvykle bývá příčinou přílišné sucho v  kořenech. V  těchto případech postavíme rostliny i  s  květináči do vody. Při zvlášť opožděném přenesení rostlin z pařníku do skleníku, se následkem delšího působení nižších teplot (pod 8 °C) objevují se jako reakce na změnu prostředí na listech drobné hranaté, žilnatinou ohraničené skvrny. Obdobně se projevuje i působení znečištěného vzduchu.